# Strategia esoterica
Strategia esoterica è il ventiduesimo album di Deca, pubblicato nel 2024 da Atom Institute su edizioni Sonor Music Editions.

## Tracce
1. Energia iniziatica – 3:00
2. Alchimirage – 6:00
3. Esoteros – 7:00
4. Genesi apocrifa – 8:00
5. Tubalcain – 9:00
6. Strategia esoterica – 10:00